# Ring in gudstjänsttid
Ring in gudstjänsttid är en psalm med text skriven 1910 av Nathan Söderblom.

## Publicerad i
- Den svenska psalmboken 1937, som nummer IV under rubriken "Psalmer, att läsas vid enskild andakt".[1]